# فالندار
شهر فالندار (به آلمانی: Vallendar) در ایالت راینلند-فالتز در کشور آلمان واقع شده‌است.